# Lepidoziaceae
Lepidoziaceae, biljna porodica u redu Jungermanniales kojoj pripada preko 700 priznatih vrsta, poglavito u tropskim predjelima. Ime je dobila po rodu Lepidozia.

## Potporodice i rodovi
1. Bazzanioideae Rodway
  1. Acromastigum A. Evans
  2. Bazzania Gray
  3. Mastigopelma Mitt.
2. Drucelloideae R.M.Schust.
  1. Drucella E.A. Hodgs.
3. Lembidioideae R.M.Schust.
  1. Dendrolembidium Herzog
  2. Hygrolembidium R.M. Schust.
  3. Isolembidium R.M. Schust.
  4. Kurzia G. Martens
  5. Lembidium Mitt.
  6. Megalembidium R.M. Schust.
  7. Pseudocephalozia R.M. Schust.
4. Lepidozioideae Müll.Frib.
  1. Ceramanus E.D. Cooper
  2. Lepidozia (Dumort.) Dumort.
  3. Neolepidozia Fulford & J. Taylor
  4. Tricholepidozia (R.M. Schust.) E.D. Cooper
5. Micropterygioideae Grolle
  1. Micropterygium Lindenb., Nees & Gottsche
  2. Mytilopsis Spruce
6. Protocephalozioideae R.M.Schust.
  1. Protocephalozia (Spruce) K.I. Goebel
7. Zoopsidoideae R.M.Schust.
  1. Amazoopsis J.J. Engel & G.L. Merr.
  2. Hyalolepidozia S.W. Arnell ex Grolle
  3. Monodactylopsis (R.M. Schust.) R.M. Schust.
  4. Neogrollea E.A. Hodgs.
  5. Odontoseries Fulford
  6. Paracromastigum Fulford & J. Taylor
  7. Psiloclada Mitt.
  8. Pteropsiella Spruce
  9. Telaranea Spruce ex Schiffn.
  10. Zoopsidella R.M. Schust.
  11. Zoopsis (Hook. f. & Taylor) Gottsche, Lindenb. & Nees

Ostali rodovi:
1. Arachniopsis Spruce
2. Austrolembidium Hässel
3. Herpetium Nees
4. Maculia E.A. Hodgs.
5. Mastigobryum (Nees) Nees
6. Mastigopsis Sande Lac. ex Lacout.
7. Meinungeria Frank Müll.
8. Micrisophylla Fulford
9. Pleuroschisma Dumort.
10. Regredicaulis Fulford
11. Spruceina Kuntze